# Publications of the Astronomical Society of the Pacific
Publications of the Astronomical Society of the Pacific (abreviado PASP) (Publicaciones de la Sociedad Astronómica del Pacífico) es una revista científica de edición mensual, que publica artículos sobre investigaciones, instrumentación, avances técnicos y resúmenes de disertaciones sobre astronomía. Es publicada por la Prensa de la Universidad de Chicago.
Es administrada por la Astronomical Society of the Pacific (Sociedad astronómica del Pacífico), y ha sido publicada mensualmente desde 1899 hasta el presente (excepto un número, que se perdió debido al terremoto de San Francisco de 1906, y debió luego ser reimpreso), periodo en el cual ha contado con sólo ocho redactores jefe:
Su presidenta es Paula Szkody.
| Paula Szkody                 | 2005 | -    |
| Anne Cowley y David Hartwick | 1998 | 2005 |
| Howard Bond                  | 1991 | 1997 |
| D. Harold McNamara           | 1968 | 1991 |
| Katherine Kron               | 1961 | 1968 |
| William Bidelman             | 1956 | 1961 |
| Seth Nicholson               | 1943 | 1955 |
| Robert G. Aitken             | 1898 | 1942 |
| Edward Holden                | 1889 | 1898 |

Junto con Astrophysical Journal, Astronomical Journal, Astronomy and Astrophysics y Monthly Notices of the Royal Astronomical Society es una de las revistas principales en temas de investigación astronómica.